# 火箭牌
火箭牌 (Raketa) 是俄罗斯的一個手錶品牌。1961年，为纪念蘇聯宇航员尤里·加加林首度飛入太空，火箭牌成立。火箭牌还为瑞士制表廠商提供钟表元件。